# Adrià Vilalta i Vidal
Adrià Vilalta i Vidal (Barcelona, 21 de juliol de 1906 – Mèxic, 1968) fou un advocat i periodista català, exiliat del franquisme. Germà d'Antoni Vilalta i Vidal i Emilià Vilalta i Vidal.

## Biografia
Llicenciat en dret a la Universitat de Barcelona el 1927, especialitzant-se en dret civil. Durant la Segona República Espanyola treballà com a funcionari de la Generalitat de Catalunya fins al 1936. Alhora es va dedicar al periodisme, publicant alguns articles a El Diluvio. Com a corresponsal d'aquest diari, va estar present en la proclamació de la Segona República Espanyola al balcó de l'ajuntament de Barcelona el 14 d'abril de 1931 i encarregat per Lluís Companys d'explicar la notícia des de Ràdio Barcelona.
De 1933 a 1936 fou cap de Justícia i Dret de la Conselleria de Justícia de la Generalitat de Catalunya. Quan esclatà la guerra civil espanyola va marxar a Brussel·les amb la família del seu germà Antoni, i el 1938 es traslladà a Mèxic a bord del Flandre.
Allí va reprendre la seva tasca periodística. Durant més de trenta anys va col·laborar al diari Excelsior, on publicà articles sobre qüestions econòmiques, i fou també un dels fundadors de la revista Estampa, dins el mateix grup editorial. El 1953 va rebre la nacionalitat mexicana. Treballà com a investigador a la cambra nacional de comerç i en diverses institucions bancàries mexicanes.